# 미스터 미라클
미스터 미라클(ミスター・ミラクル)는 《파이팅! 대운동회》의 등장인물이다.

## 성우
이시즈카 운쇼 / 이종혁

## 프로필
대학위성에서 7명의 코스모 뷰티를 만든 코치로 아카리 팀의 교관으로 항상 초콜릿을 즐겨 먹는다. 사실 그의 정체는 미도 토모에의 남편이자 칸자키 아카리의 친 아버지로 본명은 칸자키 다이자에몬(神崎大佐衛門)(금민철). 눈 앞에 자신의 친딸인 아카리를 외면하고 크리스의 전속 코치가 된다. 대운동회가 끝난 뒤 토모에의 무덤에 서 있다가 네리리 성인의 공격을 받고 쓰러지지만, 다시 회복하여 네리리 성인과의 대결을 위해 가족도 버리고 지도에만 열중했다. 마지막에는 토모에에게 키스를 선사해 세뇌를 풀고 아카리, 토모에와 같이 산다.